# 微小扁钉螺
微小扁钉螺（学名：Clenchiella microscopica）是扁钉螺科扁钉螺属的一种。舊屬盤足目钉螺科，今屬玉黍螺類支序扁钉螺科。

## 形態描述
殼黃色或黃褐色有3.5螺層、胚殼平滑有1.5螺層。

## 分佈
本物種分佈於印度洋至西太平洋南部及南中國海一帶，包括：印度、泰國、香港、台灣（2006年新紀錄種，見於臺南市四草野生動物保護區）及琉球西表島沿海。
棲息於有大型藻的潮間帶。

## 外部連結
- 維基物種上的相關：微小扁钉螺